# Tuah Karya
Tuah Karya is een bestuurslaag in het regentschap Pekanbaru van de provincie Riau, Indonesië. Tuah Karya telt 53.944 inwoners (volkstelling 2010).